# Lista chorążych reprezentacji Brunei na igrzyskach olimpijskich
Lista chorążych reprezentacji Brunei na igrzyskach olimpijskich – lista zawodników i zawodniczek reprezentacji Brunei, którzy podczas ceremonii otwarcia nowożytnych igrzysk olimpijskich nieśli flagę narodową.

## Chronologiczna lista chorążych
| Lp. | Rok i miejsce | Chorąży                    | Dyscyplina    |
| --- | ------------- | -------------------------- | ------------- |
| 1   | 1996, Atlanta | Abdul Hakeem Jefri Bolkiah | Strzelectwo   |
| 2   | 2000, Sydney  | Haseri Asli                | Lekkoatletyka |
| 3   | 2004, Ateny   | Jimmy Anak Ahar            | Lekkoatletyka |
| 4   | 2012, Londyn  | Maziah Mahusin             | Lekkoatletyka |
| 5   | 2016, Rio     | Mohammad Fakhri Ismail     | Lekkoatletyka |
| 6   | 2020, Tokio   | Muhammad Isa Ahmad         | Pływanie      |